# Patrick Kujala
Patrick Kujala (Marbella, Spanje, 15 april 1996) is een Fins autocoureur.
In 2007 begon Kujala zijn carrière in het karting. Hier bleef hij rijden tot 2010, waarna hij overstapte naar het formuleracing. In 2011 nam hij deel aan het Franse Formule 4-kampioenschap. Zijn beste resultaat zette hij neer op Spa-Francorchamps, waar hij eerste werd in race 1 en tweede in race 2. Mede hierdoor werd hij vijfde in het kampioenschap met 76 punten.
In 2012 reed Kujala in zowel de Eurocup Formule Renault 2.0 als de Formule Renault 2.0 Alps voor het team Koiranen Motorsport. In de Eurocup was een vijfde plaats op de Moscow Raceway zijn enige puntenresultaat, waarmee hij met 10 punten als 23e eindigde in het kampioenschap. In de Alps reed hij een stuk beter met een reeks vijfde plaatsen als beste resultaat. Hiermee eindigde hij met 78 punten als zesde in het kampioenschap.
Op 11 februari 2013 werd bekend dat Kujala in 2013 in de GP3 Series ging rijden voor Koiranen. Hij kreeg hier Aaro Vainio en Kevin Korjus als teamgenoten. Hij kende een redelijk seizoen waarin hij tweemaal in de punten eindigde, op het Autodromo Nazionale Monza en het Yas Marina Circuit, waar hij ook op pole position stond in de tweede race. Hij eindigde als twintigste in het kampioenschap met 5 punten.
In 2014 stapt Kujala over naar het team Marussia Manor Racing in de GP3, waar hij gaat rijden naast Ryan Cullen en Dean Stoneman.
In 2015 kwam Kujala uit in de Lamborghini Super Trofeo Europe voor het team Bonaldi Motorsport.